# Taufkirchen (bei München)
Taufkirchen (bei München) este o comună din districtul München, landul Bavaria, Germania.

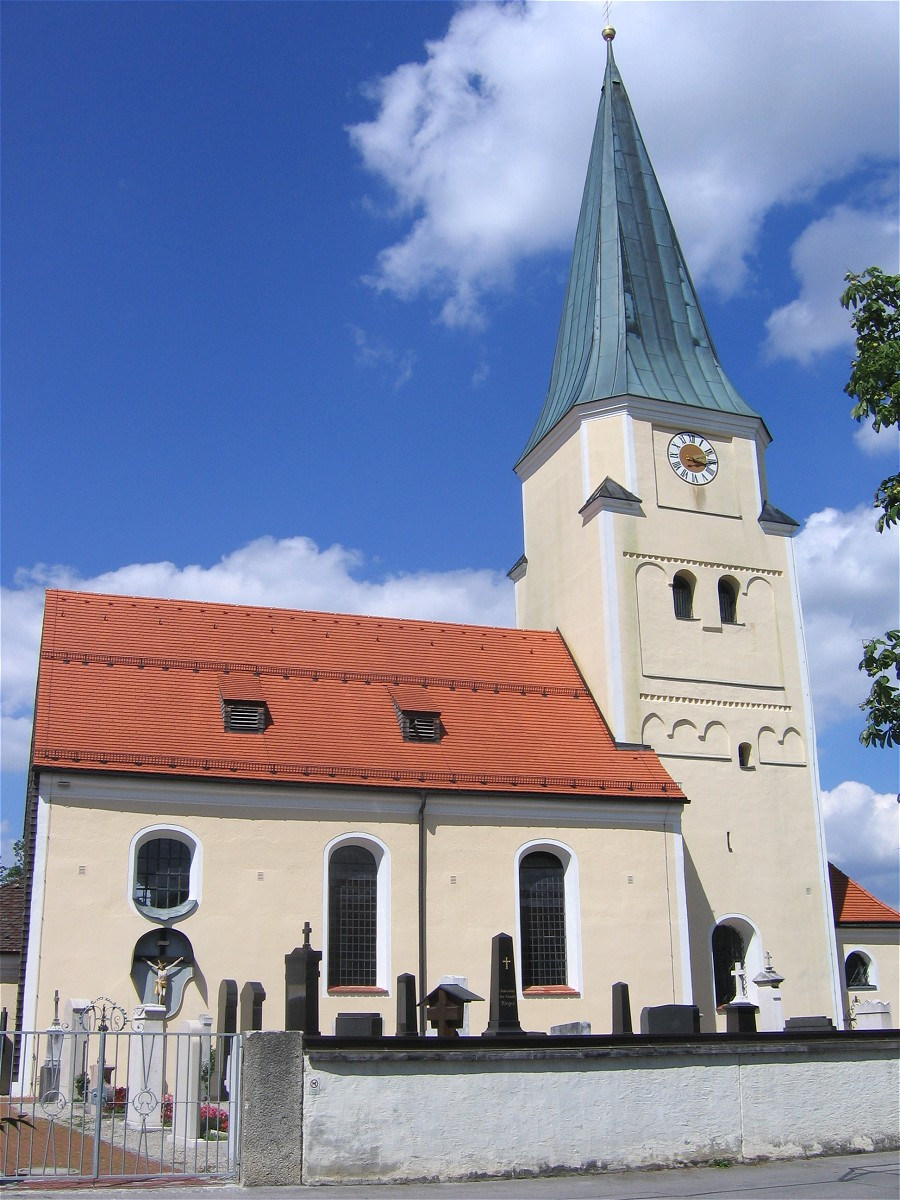
Taufkirchen bei München
(Biserica St.Johannes der Täufer)